# Ustilago serpens
Ustilago serpens är en svampart som först beskrevs av Petter Adolf Karsten, och fick sitt nu gällande namn av B. Lindeb. 1959. Ustilago serpens ingår i släktet Ustilago och familjen Ustilaginaceae.   Inga underarter finns listade i Catalogue of Life.